# Tibnorinvest
AB Tibnorinvest (till 1972 Investment AB Wolrath & Co), tidigare investmentbolag med ursprung i järn- och stålgrossist, bildad 1901. 1972 förvärvades konkurrenten Odelberg & Olson. 1976 gick Tibnorinvest samman med Ratos och dess verksamhet samordnades med Ratos-ägda Söderberg & Haak AB för att bilda Tibnor AB.